# Agenzia Fides

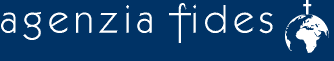

Agenzia Fides — информационное агентство Ватикана. Основано 5 июня 1927 года, являясь первым миссионерским агентством новостей Католической церкви, утверждено Папой Римским Пием XI. Является частью Конгрегации евангелизации народов. Распространяет информацию на нескольких языках.

## История
Первоначально издания Agenzia Fides выпускались на английском, французском и польском языках (на последнем лишь короткий период). В 1929 году начались публикации на итальянском, в 1930 — на испанском, в 1932 — на немецком языках. После большого перерывы в 1998 году появились материалы на китайском, в 2002 — на португальском, в 2008 — на арабском языках. С 1998 года существует сайт агентства, где размещается не менее 5 сообщений о событиях за пределами Европы. На сайте агентства размещается статистическая информация и сведения о миссионерах, погибших как мученики.
Фотоархив агентства включает около 10 000 фотографий, в которых запечатлена история католических миссий с 1930 по 1990 годы.

## Директора
| Годы        | Имя                 |
| ----------- | ------------------- |
| 1993—994    | Антонио Удженти     |
| ? — 2002    | Бернардо Червеллера |
| 2002 — 2009 | Лука Де Мата        |
| 2009 — ?    | Вито дель Прете     |
| с 2016      | Фабрицио Мерони     |